# 荔華
荔華（英語：Lai Wah，代號S17）是香港葵青區議會轄下的選區，1999年設立，原稱華峰，2003年採用現名，2023年取消，前任區議員為前公民黨執行委員會成員（黨務發展），青年公民前主席，前學民思潮成員張鈞翹。

## 軼事
選區曾多次因有重磅政治明星參選而成為焦點選區，選情吸引媒體報導。同時由於華荔邨、荔欣苑等荔灣填海區的住宅地鄰近深水埗區，居民共享深水埗區的社區設施（如位於深水埗區的荔枝角公共圖書館、荔枝角公園體育館及荔枝角公園游泳池比葵青區的同類設施更接近屋苑），有建議將選區取消，並將部分範圍改劃深水埗區，惟當局以「不屬選管會的管轄範圍」為由而拒絕。

## 範圍
選區位於下葵涌，鄰近鄰近美孚新邨，範圍包括荔枝角灣、九華徑河谷、荔枝角及蝴蝶谷。主要居住人口集中於荔灣填海區一帶，包括由荔園遊樂場拆卸後重建的華荔邨、荔欣苑，以及荔灣花園、華豐園及樂園，還有傳統客家村落九華徑村及數條鄉村，和鄰近的私人村屋屋苑鐘山台。選區經年變動，現集合公屋、居屋、鄉村、私人屋苑及豪宅於一區，樓宇多元化程度近乎為各區議會之冠，甚為罕見。選區北面連接華麗、西面連接祖堯選區，東北面連接沙田區下城門選區，南面毗接深水埗區美孚北選區，東面則由呈祥道把蝴蝶谷分割，以北屬荔華，以南屬荔枝角北選區。投票站設於荔灣中華基督教會基真小學。

## 沿革
荔華選區前身是1999年區議會選舉的華峰選區，當時包括九華徑、華景山莊、海峰花園及建築中的華荔邨，基於地點分散，選舉由居於華景山莊的時任民主黨立法會議員單仲偕自動當選。而在1994年區議會選舉，基於九華徑、荔灣一帶人口不足為一個選區，與較遠的麗瑤邨劃為麗華選區。
2003年區議會選舉，華峰選區改組為荔華，以配合盈暉臺、華荔邨及荔欣苑入伙，而原屬華峰選區的華員邨及海峰花園則改劃入以麗瑤邨為主的麗瑤選區。值得留意的是基於地契問題，盈暉臺的第一座位於葵青區深水埗區邊界，當時第一座劃入深水埗區，另外兩座則劃入葵青區。基於選區分拆，時任區議員單仲偕決定不再尋求連任，讓路予2000年失落立法會議席的黨友李永達參選，遇到民主建港聯盟的陳振中及報稱獨立人士的潘澍基挑戰，最終李永達取得2,310票順利接手議席，繼1994年後重返葵青區議會，並於翌年勝出本區所在的新界西直選席位重返立法會。
2007年區議會選舉，盈暉臺由本區統一劃入深水埗區美孚北選區，以消除一個屋苑橫跨兩區的情況，選舉由李永達擊敗民建聯候選人楊文達當選連任。
2011年區議會選舉，人口估算約14,893人，其中7,262位選民。這場是通過2012年香港政治制度改革之後的第一場選舉，人民力量當時反對民主黨等支持通過方案的民主派政黨，於是決定在這次選舉狙擊這些溫和民主派，身兼立法會和區議會議員的李永達就是其中一個重要目標，人民力量派出前電台主持，外號「慢必」的陳志全出選，民建聯就派出朱麗玲挑戰。由於李陳二人都是著名人士，使此區成為焦點選區。最終朱麗玲取得1,923票，以稍多於一半得票率擊敗李永達當選，令人大跌眼鏡，一是李永達作為立法會議員居然落馬，二是人民力量加上民主黨的廣義民主派得票少過民建聯，是人民力量狙擊失敗的例子。
2015年區議會選舉，朱麗玲在未有其他候選人之下自動當選連任。朱麗玲2018年捲入葵青區議會撥款醜聞，被揭發推薦自己控制的組織申請撥款，涉事款項約20萬元。 朱雖然在政綱中要求取締九華徑的兩個燒烤場，但於朱擔任議員期間，兩個燒烤場繼續霸佔農地擴張，而所屬政團民建聯亦與其村代表熟稔，被居民質疑取締燒烤場的決心。
2019年區議會選舉，由於本區鄰近美孚新邨，加上公民黨上屆選舉在美孚取得一席，於是公民黨派出青年公民主席張鈞翹參選本區，與另外三位在美孚活躍的黨員合作，結果以接近800票之差，擊敗朱麗玲，為民主派重奪該選區的議席，同時公民黨亦於美孚三區全部勝出。
2021年6月21日，除了東區區議員魏志豪、梁兆新及主席黎志強、沙田區議員陳珮明及容溟舟外，其餘的公民黨區議員宣布退黨。包括觀塘區區議員王嘉盈、油尖旺區議會副主席余德寶、深水埗區區議員劉家衡及李俊晞、荃灣區區議員陸靈中及主席陳琬琛、葵青區區議員張鈞翹、沙田區區議員麥梓健及陸梓峂、離島區區議員李嘉豪及創黨成員之一的容詠嫦。與此同時，執委溫仲然也同日宣布退黨。2021年7月，因應政府計劃追討協助民主派初選區議員的酬金津貼傳聞所帶動的區議員辭職潮中，張鈞翹辭去區議員職務。

## 歷屆議員
| 選區名稱 | 屆別                 | 議員   | 政治聯繫 | 政治聯繫        |
| -------- | -------------------- | ------ | -------- | --------------- |
| 華峰     | 2000年－2003年       | 單仲偕 |          | 民主黨          |
| 荔華     | 2004年－2007年       | 李永達 |          | 民主黨          |
| 荔華     | 2008年－2011年       | 李永達 |          | 民主黨          |
| 荔華     | 2012年－2015年       | 朱麗玲 |          | 民建聯          |
| 荔華     | 2016年－2019年       | 朱麗玲 |          | 民建聯          |
| 荔華     | 2020年－2021年7月7日 | 張鈞翹 |          | 公民黨 → 無黨籍 |
| 荔華     | 2021年7月8日－2023年 | 懸空   | 懸空     | 懸空            |

## 歷屆選舉結果
| 政党   | 政党   | 候选人    | 票数  | %     | ±      |
| ------ | ------ | --------- | ----- | ----- | ------ |
|        | 民建聯 | ①. 朱麗玲 | 2,818 | 43.82 | ▼6.29  |
|        | 公民黨 | ②. 張鈞翹 | 3,613 | 56.18 | 不適用 |
| 多数票 | 多数票 | 多数票    | 795   | 12.36 | 不適用 |

| 政党   | 政党   | 候选人 | 票数     | %      | ±      |
| ------ | ------ | ------ | -------- | ------ | ------ |
|        | 民建聯 | 朱麗玲 | 自動當選 | 不適用 | 不適用 |
| 多数票 | 多数票 | 多数票 | 不適用   | 不適用 | 不適用 |

| 政党   | 政党     | 候选人    | 票数  | %     | ±      |
| ------ | -------- | --------- | ----- | ----- | ------ |
|        | 人民力量 | ①. 陳志全 | 333   | 8.68  | 不適用 |
|        | 民主黨   | ②. 李永達 | 1,582 | 41.22 | ▼19.17 |
|        | 民建聯   | ③. 朱麗玲 | 1,923 | 50.10 | ▲10.48 |
| 多数票 | 多数票   | 多数票    | 341   | 8.88  | ▼11.89 |

| 政党   | 政党   | 候选人    | 票数  | %     | ±      |
| ------ | ------ | --------- | ----- | ----- | ------ |
|        | 民主黨 | ①. 李永達 | 1,349 | 60.38 | ▼2.1   |
|        | 民建聯 | ②. 楊文達 | 885   | 39.62 | 不適用 |
| 多数票 | 多数票 | 多数票    | 464   | 20.77 | ▼20.83 |

| 政党   | 政党   | 候选人    | 票数  | %     | ±      |
| ------ | ------ | --------- | ----- | ----- | ------ |
|        | 民主黨 | ①. 李永達 | 2,310 | 62.48 | 不適用 |
|        | 民建聯 | ②. 陳振中 | 772   | 20.88 | 不適用 |
|        | 無黨派 | ③. 潘澍基 | 615   | 16.64 | 不適用 |
| 多数票 | 多数票 | 多数票    | 1,538‬ | 41.60 | 不適用 |

| 政党   | 政党   | 候选人 | 票数     | %      | ±      |
| ------ | ------ | ------ | -------- | ------ | ------ |
|        | 民主黨 | 單仲偕 | 自動當選 | 不適用 | 不適用 |
| 多数票 | 多数票 | 多数票 | 不適用   | 不適用 | 不適用 |

| 政党   | 政党           | 候选人 | 票数 | %     | ±      |
| ------ | -------------- | ------ | ---- | ----- | ------ |
|        | 港同盟         | 單仲偕 | 797  | 56.40 | 不適用 |
|        | 街坊工友服務處 | 徐柏林 | 464  | 32.84 | 不適用 |
|        | 無黨派         | 張耀德 | 152  | 10.76 | 不適用 |
| 多数票 | 多数票         | 多数票 | 333  | 23.57 | 不適用 |